# Vallinfreda
Vallinfreda ist eine italienische Gemeinde in der Metropolitanstadt Rom in der Region Latium mit 272 Einwohnern (Stand 31. Dezember 2023). Sie liegt 68 km nordöstlich von Rom.

## Geographie
Vallinfreda liegt im Osten der Metropolitanstadt Rom und grenzt an die Provinzen Rieti und L’Aquila. Es liegt am Ostabhang der Monti Lucretili und ist Mitglied der Comunità Montana Valle dell’Aniene. Das Gemeindegebiet liegt auf einer Höhe zwischen 574 m und 1068 m ü. NN.

## Bevölkerung
| 1871 | 1901 | 1921 | 1951 | 1971 | 1991 | 2001 |
| ---- | ---- | ---- | ---- | ---- | ---- | ---- |
| 965  | 1155 | 1206 | 831  | 319  | 290  | 290  |

## Politik
Piero Chirletti (Lista Civica: Rinascita 2.0) wurde im Mai 2006 zum zweiten Mal zum Bürgermeister gewählt. In der Wahl vom 5. Juni 2016 wurde er erneut im Amte bestätigt.